# فيلانيوفا دي لافيرا
بلدية فيلانيوفا دي لافيرا (بالإسبانية: Villanueva de la Vera)‏، هي بلدية تقع في مقاطعة قصرش والتي تقع في منطقة إكستريمادورا، غرب إسبانيا.
يبلغ عدد سكانها 1.951 نسمة وفقاً لإحصائية سنة (2002).